# Темников, Геннадий Иванович
Генна́дий Ива́нович Те́мников (род. 13 сентября 1961) — советский и российский легкоатлет, специалист по бегу на длинные дистанции, кроссу и марафону. Выступал в 1982—2005 годах, трёхкратный чемпион, трёхкратный серебряный и двукратный бронзовый призёр чемпионатов СССР, победитель Кубка СССР по кроссу, победитель Мемориала Братьев Знаменских, бронзовый призёр Матча СССР-США-Япония, победитель ряда крупных международных стартов на шоссе. Представлял Улан-Удэ и Вооружённые силы. Мастер спорта СССР международного класса, директор "МАУ ДО СШОР1" г. Улан-Удэ.

## Биография
Геннадий Темников родился 13 сентября 1961 года. Занимался лёгкой атлетикой в городе Улан-Удэ Бурятской АССР, окончил факультет физической культуры, спорта и туризма Бурятского государственного университета.
Впервые заявил о себе на всесоюзном уровне в сезоне 1982 года, когда на зимнем чемпионате СССР по спортивной ходьбе и кроссу в Ессентуках завоевал серебряную награду в кроссе на 6 км.
В 1984 году в беге на 3000 метров занял четвёртое место на Мемориале братьев Знаменских в Сочи, в беге на 5000 метров выиграл серебряную медаль на соревнованиях в Москве.
В 1985 году стал бронзовым призёром на чемпионате страны в рамках Всесоюзного кросса в Челябинске, Чемпион ВС СССР по кроссу. Победитель Кубка СССР по кроссу в Кисловодске  в беге на 5000 метров одержал победу на чемпионате СССР в Ленинграде. Попав в состав советской сборной, занял четвёртое место в Кубке Европы на дистанции 5000м  в Москве, третье место в матчевой встрече со сборной США в Токио и на Кубке мира в Канберре, где показал седьмой результат в беге на 10 000 метров.
В 1986 году в 5000-метровой дисциплине выиграл серебряную медаль на чемпионате СССР в Киеве.
В 1988 году получил серебро на чемпионате СССР по бегу на 15 км по шоссе в Курске.
В 1989 году победил в Чемпионате ВС СССР по бегу на 15 км в Евпатории 
В 1990 году выиграл 5000 метров на зимнем чемпионате СССР в Челябинске, взял бронзу на чемпионате СССР по кроссу в Ашхабаде, занял 151-е место на чемпионате мира по кроссу в Экс-ле-Бен.
В 1991 году победил на чемпионате СССР по кроссу в Кисловодске, показал 90-й результат на кроссовом чемпионате мира в Антверпене, с результатом 2:18:30 финишировал четвёртым на Сибирском международном марафоне в Омске, победил в Чемпионате ВС СССР на дистанции 5000м в г. Москве
В 1992 году занял второе место в Чемпионате СНГ на полумарафоне в г. Евпатория, 43-е место на Лондонском марафоне (2:18:53), выступил на нескольких коммерческих шоссейных стартах в Италии.
В 1993 году выиграл бронзовую медаль на открытом чемпионате России по кроссу в Кисловодске, превзошёл всех соперников на чемпионате России по бегу на 10 000 метров в рамках Мемориала братьев Знаменских в Москве.
В 1995 году стал бронзовым призёром в дисциплине 10 км на открытом чемпионате России по бегу по шоссе в Адлере.
В 1996 году с личным рекордом 1:01:37 финишировал пятым на полумарафоне в Нижнем Новгороде.
В 1999—2004 годах успешно выступал на коммерческих шоссейных стартах в Европе и затем в США, в частности выигрывал Филадельфийский марафон, Марафон в штате Алабама, попадал в число призёров на Бостонском марафоне, Нью-Йоркском марафоне, Балтиморском марафоне, Питтсбургском марафоне, Хьюстонском марафоне и других крупных соревнованиях.
Впоследствии проявил себя на тренерском поприще, подготовил 3 мастеров спорта, трёхкратного победителя молодёжного Первенства России Сергея Соловьёва, государственный тренер Республики Бурятия по легкой атлетике. С 2016 года занимает должность директора Спортивной школы олимпийского резерва № 1 в Улан-Удэ.